# Iruma

Iruma (入間市 Iruma-shi?) este un municipiu din Japonia, prefectura Saitama.